# Chalcosyrphus satanica
Chalcosyrphus satanica är en tvåvingeart som först beskrevs av Jacques-Marie-Frangile Bigot 1884.  Chalcosyrphus satanica ingår i släktet mulmblomflugor, och familjen blomflugor. Inga underarter finns listade i Catalogue of Life.